# Myskbock
Myskbocken (Aromia moschata) är en skalbagge som tillhör familjen långhorningar. Den är 1,5–3 centimeter lång med metalliskt grön ovansida och långa antenner.
Myskbockar lever på äldre sälgträd och lämnar väldigt karaktäristiska märken i trädets bark, deras larver äter av veden i ruttnande sälgar och pilar. Larverna lockar ofta både spillkråka och större hackspett. 
Arten har en större utbredning i Europa och norra Asien. Den lever i kulliga områden mellan 20 och 600 meter över havet och föredrar landskap nära vattendrag. Bredvid sälg hittas larverna i träd av släktena Populus, Alnus och Acer. Unga larver lever i träet i trädstubbar och grenar. Exemplarens utveckling varar i tre år. Den vuxna skalbaggen äter nektar och andra söta vätskar. De vilar ofta på växter av kaveldunsläktet och på flockblommiga växter.
Myskbocken är Bohusläns landskapsinsekt. Den förekommer i hela Sverige.
Ett äldre synonymnamn för myskbocken är Cerambyx moschatus. Myskbocken har även kallats myskbagge.
Beståndet hotas regionalt av förändrade vattendrag och av skogsröjningar. Hela populationen anses vara stabil. IUCN listar arten som livskraftig (LC).